# Szövérdi Gáspár János
Szövérdi Gáspár János (1570/71 – 1626) főudvarnok, Marosszék főkapitánya, Bethlen Gábor fejedelem  állandó portai követe.

## Életpályája
1606-ban Bocskai Istvánhoz küldött kassai követ, 1608-ban újból követ, 1610-ben Marosszék főkirálybirája, 1617 márciusában portai követ lett.
Miután a gyulakutai id. Lázár János elhunyt, elvette feleségül annak özvegyét, ezzel alapozva meg a vagyonát. Második felesége Bethlen Zsófia volt. Mindketten Gyulakután vannak eltemetve. Szövérdi Gáspár János Konstantinápolyból hazaindulván, Bukarest mellett hunyt el. 
2021-ben feltárták a református templomban lévő kriptájukat. Szövérdi Gáspár János és Bethlen Zsófia neve a műemlék templom 1625-ben készült kazettás mennyezetének egyik kazettáján is szerepel.
Szövérdi Gáspár János cimere egy koronából kiemelkedő egyszarvú. Nevéhez fűződik a református vallás megszilárdulása Gyulakután.